# Weinmuseum Bachem
Das Weinmuseum Bachem in der Königstraße 23 in Bachem, einem Ortsteil der Stadt Bad Neuenahr-Ahrweiler in Rheinland-Pfalz, ist ein seit 1978 eingerichtetes kleines Weinmuseum in einem historischen Gebäude.

## Gebäude
Das als Backhaus 1650 errichtete Gebäude wurde von 1713 bis 1848 als Schule genutzt.  Es diente während der napoleonischen Befreiungskriege im Jahr 1814 als Kosakenwache, das heißt als Wachstube. Das Erdgeschoss ist aus einheimischem Bruchstein und das erste Stockwerk teilweise aus Fachwerk gebaut. Auch heute noch wird bei Veranstaltungen Brot im alten Backofen gebacken.

## Ausstellung
Zu den Exponaten des Museums gehören Werkzeuge, die im Weinberg benutzt wurden: Rebmesseer oder Hippe u. a. Ebenso ein Leiterwagen und eine alte Weinpresse. Zu den prominentesten Gästen des Winzermuseums zählte der ehemalige Bundeskanzler Willy Brandt, der sich am 30. August 1986 in das Gästebuch eintrug.
Das Museum ist nur von Mai bis Oktober geöffnet.